# Hydrodamalis gigas
Hydrodamalis gigas, conhecido popularmente como dugongo-de-steller ou vaca-marinha-de-steller, é uma espécie extinta de mamífero marinho da ordem Sirenia que se extinguiu no final do século XVIII. Este animal habitava o mar de Bering, mas o registo fóssil indica que sirénios do género Hydrodamalis habitaram outrora zonas mais extensas do Oceano Pacífico, chegando à costa da Califórnia e do Japão. A espécie foi descrita pela primeira vez pelo naturalista alemão Georg Steller em 1741, numa altura em que já era possivelmente bastante rara.
Este sirénio era consideravelmente maior que os membros actuais da sua ordem, o dugongo e o manati, medindo até 8 metros de comprimento e pesando entre 5 a 11 toneladas. O seu corpo era maciço, com cabeça pequena e pescoço indiferenciado. Os olhos eram pequenos, assim como as narinas, e não tinha orelhas. Os adultos não tinham dentes. A cauda era em forma de leque e os membros dianteiros modificados como barbatanas tinham a forma de gancho. Por causa de seu peso e estrutura corporal, o dugongo-de-steller era um animal bastante lento.
O dugongo-de-steller era um animal herbívoro, altamente especializado para ambientes costeiros de águas frias e pouco profundas, ricas em algas e outra vegetação marinha. Era gregário e vivia em manadas, próximo a estuários e embocaduras de rios. Pouco se sabe a respeito dos hábitos de vida ou reprodução, mas supõe-se que formasse casais monogâmicos e que o período de gestação fosse longo. Relatos contemporâneos indicam que as fêmeas davam à luz apenas uma cria, na altura do Outono.

## Descrição

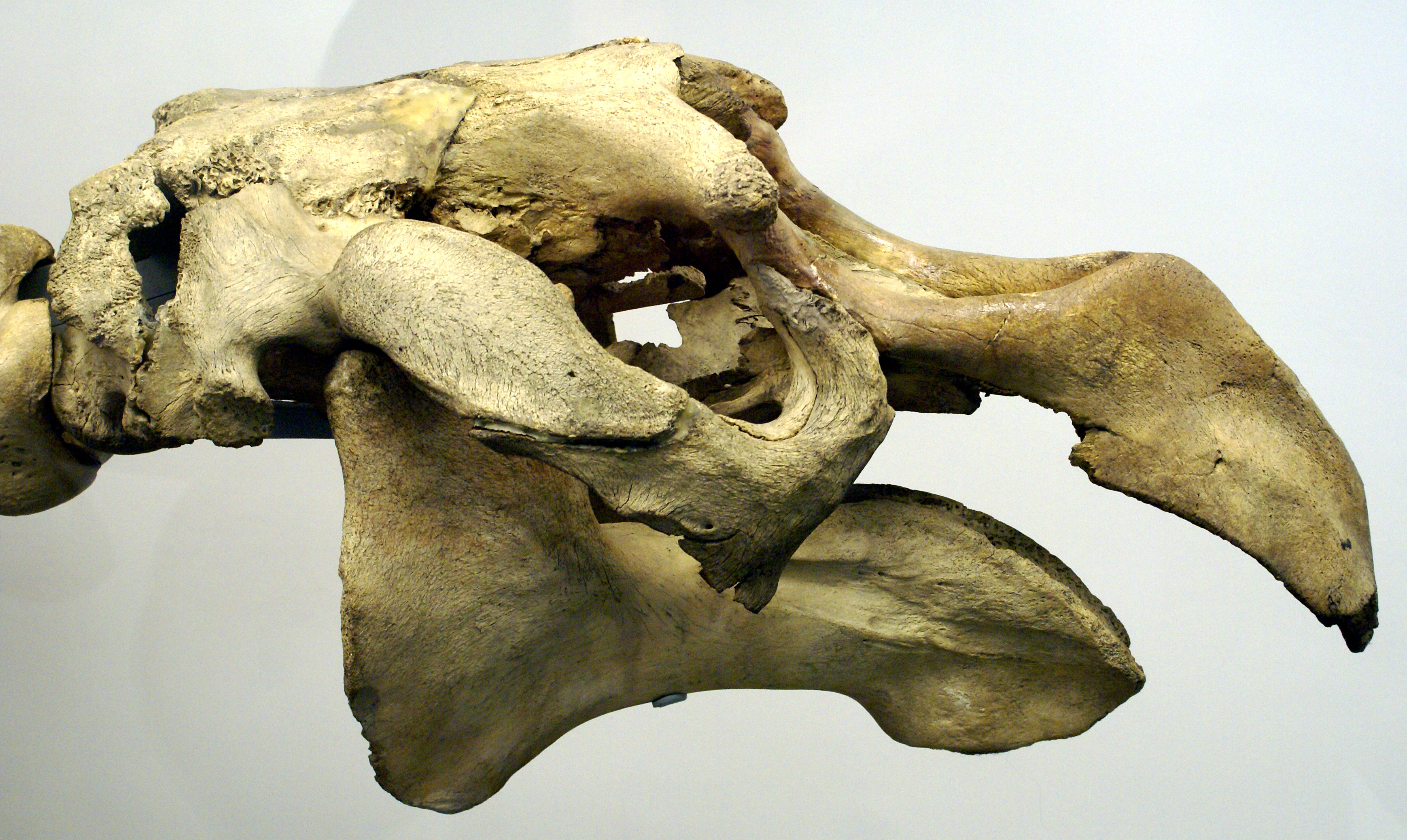
Crânio de uma vaca marinha de Steller, Museu de História Natural de Londres.

As vacas marinhas de Steller atingiam de 8 a 9 metros de comprimento quando adultas, muito maiores do que os sirênios existentes. Em 1987, um esqueleto bastante completo foi encontrado na ilha de Bering medindo 3 metros. Em 2017, outro esqueleto semelhante foi encontrado na mesma ilha medindo 5,2 m e, em vida, provavelmente cerca de 6 metros. Os relatos de Georg Steller contêm duas estimativas contraditórias de peso: 4 e 24,3 t (4,4 e 26,8 toneladas curtas). Estima-se que o valor real esteja entre esses números, em cerca de 8 a 10 toneladas. Este tamanho fez da vaca marinha um dos maiores mamíferos da época do Holoceno, junto com as baleias, e foi provavelmente uma adaptação para reduzir sua área de superfície em relação ao volume e conservar o calor.
Ao contrário de outros sirênios, a vaca marinha de Steller era positivamente flutuante, o que significa que era incapaz de submergir completamente. Tinha uma pele externa muito grossa, 2,5 cm, para evitar ferimentos causados por pedras afiadas e gelo e possivelmente para evitar que a pele não submersa secasse. A gordura da vaca marinha tinha de 8 a 10 cm de espessura, outra adaptação ao clima gelado do Mar de Bering. Sua pele era preta acastanhada, com manchas brancas em alguns indivíduos. Era liso nas costas e áspero nas laterais, com depressões semelhantes a crateras provavelmente causadas por parasitas. Essa textura áspera levou o animal a ser apelidado de "animal de casca". O pêlo em seu corpo era escasso, mas o interior das nadadeiras da vaca marinha estava coberto de cerdas. Os membros anteriores tinham aproximadamente 67 cm de comprimento e a cauda era bifurcada.
A cabeça da vaca marinha era pequena e curta em comparação com seu corpo enorme. O lábio superior do animal era grande e largo, estendendo-se tão além da mandíbula inferior que a boca parecia estar localizada abaixo do crânio. Ao contrário de outros sirênios, a vaca marinha de Steller não tinha dentes e, em vez disso, tinha uma densa variedade de cerdas brancas entrelaçadas em seu lábio superior. As cerdas tinham cerca de 3,8 cm de comprimento e eram usadas para rasgar talos de algas e segurar alimentos. A vaca marinha também tinha duas placas queratinosas, chamadas ceratodontes, localizadas em seu palato e mandíbula, usadas para mastigar. De acordo com Steller, essas placas (ou "almofadas mastigatórias") eram mantidas juntas por papilas interdentais, uma parte das gengivas, e tinham muitos orifícios pequenos contendo nervos e artérias.
Como acontece com todos os sirênios, o focinho da vaca marinha apontava para baixo, o que lhe permitia agarrar melhor as algas. As narinas da vaca marinha tinham aproximadamente 5 cm de comprimento e largura. Além daqueles dentro de sua boca, a vaca marinha também tinha cerdas rígidas de 10 a 12,7 cm de comprimento saindo de seu focinho. A vaca marinha de Steller tinha pequenos olhos localizados a meio caminho entre suas narinas e orelhas com íris pretas, globos oculares lívidos e cantos que não eram visíveis externamente. O animal não tinha cílios, mas como outras criaturas mergulhadoras, como as lontras-marinhas, a vaca marinha de Steller tinha uma membrana nictitante, que cobria os olhos para evitar ferimentos durante a alimentação. A língua era pequena e permanecia no fundo da boca, incapaz de alcançar as almofadas mastigatórias (mastigação).
Acredita-se que a coluna da vaca marinha tinha sete vértebras cervicais (no pescoço), 17 torácicas, três lombares e 34 caudais (ao longo da cauda). Suas costelas eram grandes, com cinco dos 17 pares fazendo contato com o esterno; não tinha clavículas. Como em todos os sirênios, a escápula da vaca marinha de Steller era em forma de leque, sendo maior na parte posterior e mais estreita em direção ao pescoço. A borda anterior da escápula era quase reta, enquanto as dos sirênios modernos são curvas. Como outros sirênios, os ossos da vaca marinha de Steller eram paquiosteoscleróticos, o que significa que ambos eram volumosos (paquiostótico) e densos (osteoscleróticos). Em todos os esqueletos recolhidos da vaca marinha, o manus está ausente; uma vez que Dusisiren - o táxon irmão de Hydrodamalis - tinha falanges reduzidas (ossos dos dedos), a vaca marinha de Steller possivelmente não tinha manus.
O coração da vaca marinha pesava 16 kg; seu estômago media 1,8 m de comprimento e 1,5 m de largura. O comprimento total de seu trato intestinal era de cerca de 151 m, o que corresponde a mais de 20 vezes o comprimento do animal. A vaca marinha não tinha vesícula biliar, mas tinha um amplo ducto biliar comum. Seu ânus tinha 10 cm de largura, com fezes semelhantes às de cavalos. O pênis do macho tinha 80 cm de comprimento. Evidências genéticas indicam evolução convergente com outros mamíferos marinhos de genes relacionados à função metabólica e imunológica, incluindo a leptina associada à homeostase energética e à regulação reprodutiva.

## Causa da extinção
A extinção do dugongo-de-steller está claramente associada à chegada ao mar de Bering de pescadores e colonos ocidentais. O animal foi de imediato identificado como fonte de alimento e caçado pela sua carne, que é descrita como tendo textura e sabor semelhantes ao bife de vaca. A gordura era aproveitada para cozinhar ou para as lâmpadas a óleo, e o leite das fêmeas era consumido diretamente ou transformado em manteiga. O couro era usado para fabricação de vestuário. No entanto, a caça excessiva não foi o único motivo de extinção. Juntamente com os dugongos, os pescadores danificaram também as populações de lontras-marinhas que se alimentavam, entre outras coisas, de ouriços-do-mar. Com os seus predadores em declínio, a população de ouriços explodiu e, como se alimentavam da mesma vegetação marinha, tornaram-se competidores do dugongo-de-steller. Em 1755 foi emitida uma ordem nos portos piscatórios do mar de Bering que proibia a caça do dugongo-de-steller. Porém nesta altura a espécie já se encontrava em declínio acentuado e um dos últimos animais foi caçado em 1768.